# Прапор Гусятина
Прапор Гусятина — офіційний символ селища Гусятин Тернопільської області, затверджений 21 серпня 2015р. рiшенням №109 сесії селищної ради.

## Опис
Прямокутне полотнище із співвідношенням сторін 2:3 складається з трьох рівних горизонтальних смуг жовтого, зеленого та блакитного кольорів. У центрі полотнища щиток: у блакитному полі з зеленим краєм виникають білі міські ворота з трьома відкритими прорізами і трьома білими надбрамними вежами з червоними дахами, на кожній з яких по одному білому гусю, що летить, з чорними очима і червоними дзьобами.